# Thiomescaline
La thiomescaline est une mescaline à laquelle a été substitué un groupement méthylthio (-S-CH3) sur le cinquième atome de carbone du cycle phénylique.